# Indium-111
Indium-111 (111In) je izotop india s poločasem přeměny 2,8 dne, což z něj dělá vhodný radioaktivní značkovač.
Tento izotop má v medicíně mimo jiné následující diagnostická využití:
- protilátky značkované 111In
- komplex 111In s 8-hydroxychinolinem se používá ke značkování částí krevních buněk, konkrétně ke značkování krevních destiček sloužícímu k detekci krevní sraženiny a rovněž ke značkování bílých krvinek za účelem lokalizace zánětů a abscesů, a také ke zjišťování kinetiky bílých krvinek

Indium-111 se přeměňuje záchytem elektronu s poločasem 2,8047 dne na stabilní kadmium-111, vzniká z cínu-111 beta plus přeměnou.